# 普舍尼奇内 (扎波罗热州)
47°22′9″N 35°50′56″E / 47.36917°N 35.84889°E
普舍尼奇内（烏克蘭語：Пшеничне）是位於烏克蘭東南部的村莊，由扎波羅熱州波洛希區的托克馬克市鎮負責管轄。該村面積154.3平方公里，海拔高度125米，2001年人口117，人口密度每平方公里0.76人。